# CFL-Baureihe 800
Die Baureihe 800 waren eine Serie von sechs Diesellokomotiven der Chemins de Fer Luxembourgeois (CFL).
Drei Maschinen der 1954 von AFB gebauten diesel-elektrischen Lokomotiven wurde in den 2000er Jahren verschrottet, zwei sind nicht betriebsfähig abgestellt, während ein Fahrzeug noch 2011 zum Einsatz kam. Neben den Triebwagen der Baureihe Z 200 waren die schweren Rangierlokomotiven die einzigen speziell für die luxemburgische Staatsbahn konstruierten Fahrzeuge.

## Geschichte
Die CFL beabsichtigten zu Beginn der 1950er Jahre, Dampflokomotiven im personalintensiven Rangierbetrieb durch Diesellokomotiven abzulösen. Neben einer Serie mit 400 PS (der späteren Baureihe 450) sollten auch sechs Lokomotiven mit 750 PS beschafft werden. Neben dem schweren Rangierdienst gehörte auch das Nachschieben zum Lastenheft. 1953 wurden die sechs Fahrzeuge bei AFB bestellt, der Gesamtpreis sollte 40 Millionen Franken betragen. Vorbild der Konstruktion für die CFL war die SW8 von General Motors.
1954 wurden die Fahrzeuge geliefert und kamen seitdem ausschließlich im Güterverkehr zum Einsatz.
2004 wurden zwei Fahrzeuge ausgemustert, 2005 ein weiteres. Von den drei verbliebenen Lokomotiven wurden zwei 2010 ausgemustert, während die CFL 802 auch 2011 noch zu Aushilfseinsätzen kam. Drei der ausgemusterten Rangierlokomotiven wurden mittlerweile verschrottet, die CFL 804 soll als Museumsfahrzeug erhalten bleiben, die CFL 806 wurde 2010 nach Belgien verkauft.